# Starchild
Albums de O.C.
Bon Appetit
(2001) Smoke and Mirrors
(2005)
Starchild est le quatrième album studio d'O.C., sorti le 9 mai 2005.

## Liste des titres
| No  | Titre                               | Contient un (des) sample(s) de                             | Durée |
| --- | ----------------------------------- | ---------------------------------------------------------- | ----- |
| 1.  | Intro                               |                                                            | 0:48  |
| 2.  | Evaridae (featuring Pharoahe Monch) |                                                            | 3:49  |
| 3.  | Who Run It?                         |                                                            | 3:59  |
| 4.  | The Professional                    | Books and Basketball (Montage) de Billy Preston et Syreeta | 4:11  |
| 5.  | 1nce Again                          | Let Me Know the Truth des Four Tops                        | 4:25  |
| 6.  | Ya Don't Stop                       | You're Just What I Need de Betty Wright                    | 5:09  |
| 7.  | Story to Tell                       | Try Love Again des Natural Four                            | 3:49  |
| 8.  | What Am I Supposed to Do?           | Walkin' in the Rain With the One I Love du Love Unlimited  | 3:47  |
| 9.  | Getaway                             | Fare Thee Well de Bell & James                             | 3:46  |
| 10. | Memory Lane                         | Remember the Rain du 21st Century                          | 4:41  |
| 11. | Special                             | You're Special des Commodores                              | 4:36  |
| 12. | Who Run It? (Remix)                 |                                                            | 4:04  |
| 13. | Outro                               |                                                            | 1:03  |